# Lotta Herzog
Lotta Herzog (* 27. März 2012 in Frankfurt am Main) ist eine deutsche Kinderdarstellerin und Schauspielerin.

## Leben
2016 wurde Lotta Herzog im Alter von vier Jahren Teil der Kinderschauspielschule Stagecoach. Seit 2020 ist sie Teil der TASK Schauspielschule für Kinder & Jugendliche in Frankfurt am Main. Neben vereinzelten Engagements in Werbefilmen, erlangte sie erste schauspielerische Erfahrungen für Film und Fernsehen als Double der Darstellerin Yuna Bennett (Amanda) im ZDF-Fernsehfilm Weihnachtstöchter.
Es folgten zahlreiche Nebenrollen in Fernsehfilmreihen wie dem Erzgebirgskrimi – Tödliche Abrechnung (2022), Tatort: Liebeswut (2022) oder Unter anderen Umständen: Dämonen (2023).
2023 wirkte sie auch in einer Hauptrolle des TV-Films Abenteuer Weihnachten – Familie kann nie groß genug sein und 2024 in einer Episodenhauptrolle der TV-Serie Der Bergdoktor – Der Blick nach vorn mit.
Ihr älterer Bruder Lucas Herzog ist ebenfalls als Kinderdarsteller tätig.

## Filmografie (Auswahl)
- 2021: Blackout (Miniserie, Joyn)
- 2021: Fatjona (Kurzfilm)
- 2022: Erzgebirgskrimi - Tödliche Abrechnung (Fernsehreihe)
- 2022: Tatort: Liebeswut (Fernsehreihe)
- 2023: Unter anderen Umständen: Dämonen (Fernsehreihe)
- 2023: Polizeiruf 110 – Ronny (Fernsehreihe)
- 2023: Abenteuer Weihnachten – Familie kann nie groß genug sein (ARD-Fernsehfilm)
- 2024: Der Bergdoktor – Der Blick nach vorn (Fernsehserie)
- 2024: Bach – Ein Weihnachtswunder (Fernsehfilm)